# Прямое действие

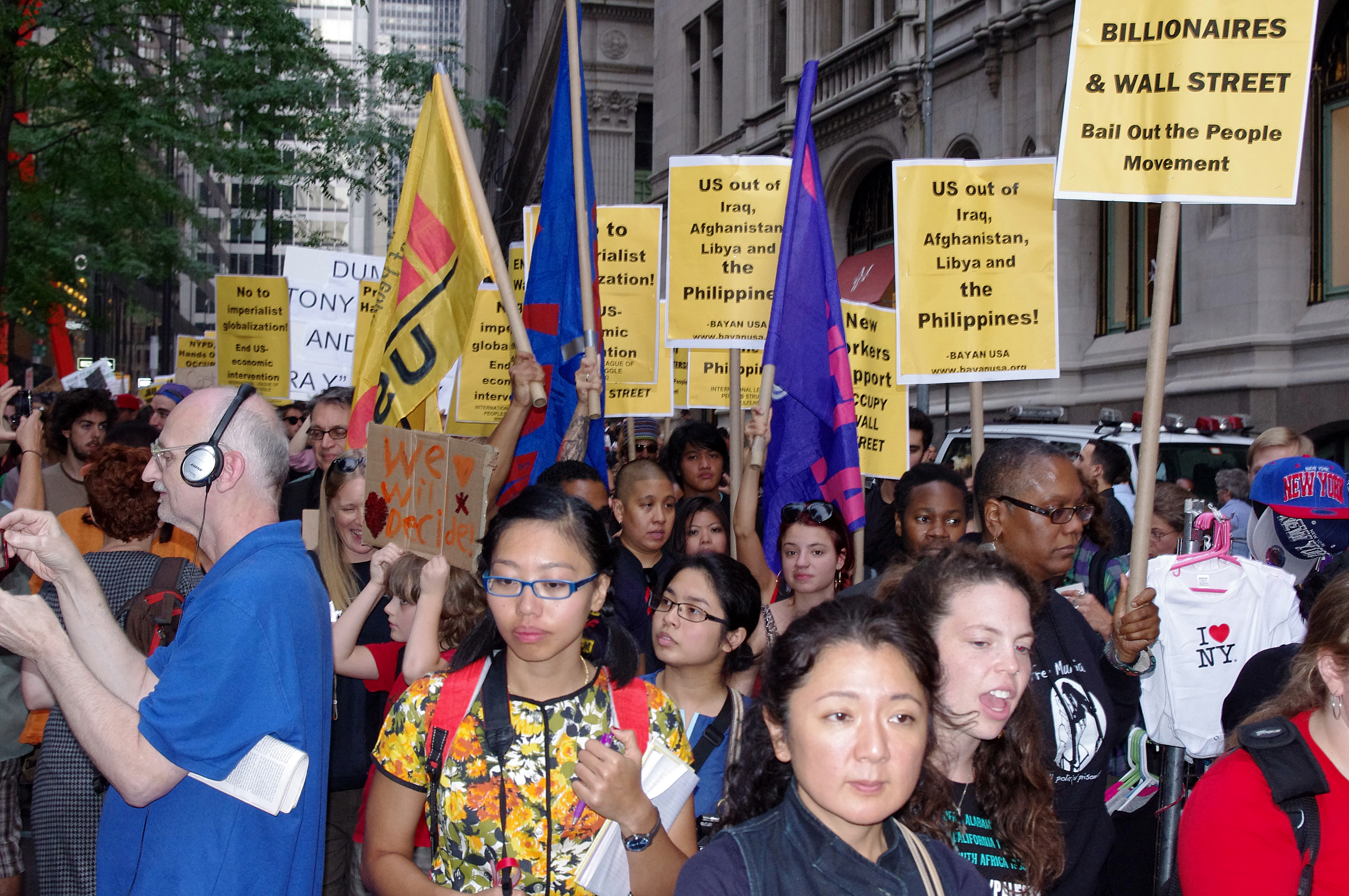
Захвати Уолл-стрит — демонстрации протеста в сентябре 2011 года, пример ненасильственного прямого действия. Движение чаепития также в последние годы использует подобные методы.

Прямы́е де́йствия — действия, предпринимаемые личностями или группами для достижения политических, экономических или социальных целей средствами, исключающими необходимость в посредниках. Другими словами — действия, направленные на решение проблемы непосредственно своими силами.
Прямое действие может включать как насильственные, так и ненасильственные действия по отношению к личностям, группам или имуществу, оцениваемые участниками прямого действия как действенные.
Примерами ненасильственного прямого действия (часто называемые ненасильственное сопротивление или гражданское сопротивление) могут быть забастовки, рабочее самоуправление, саботаж, граффити, активизм. Насильственные прямые действия могут включать порчу имущества, нападение или убийство. В противоположность, инициатива снизу, избирательная политика, дипломатия и переговоры или арбитраж не являются прямым действием. Иногда прямые действия принимают форму гражданского неповиновения, но не все из них (такие как забастовки) нарушают уголовные законы.